# Call of Duty: Modern Warfare 3
Call of Duty: Modern Warfare 3 (označováno také jako Modern Warfare 3, MW3 nebo COD8) je počítačová hra typu FPS, při vývoji multiplayerové části pomáhalo studio Raven Software. Hra je v pořadí již osmým dílem známé série Call of Duty a třetím dílem z její podsérie Modern Warfare.

## Vývoj
Call of Duty: Modern Warfare 3 by mělo být vyvíjeno po incidentu, kdy šéfové studia Infinity Ward Jason West a Vince Zampella dostali výpověď od společnosti Activision. Protože je několik dalších zaměstnanců studia Infinity Ward následovalo, Activision zapojil do vývoje i studia Raven Software a Sledgegammer Studios.
13. května 2011 byly vypuštěny oficiální teasary na portálu YouTube, byly nazvány "Amerika", "Anglie", "Německo" a "Francie". Ve stejný den odtajnil herní portál Kotaku informace o hře, příběh, mnoho obrázků a potvrzení, že hra bude navazovat na předešlý díl.
23. května 2011 společnost Activision vypustila na videoportál YouTube oficiální premiérový trailer.
31. května 2011 společnost Activision představila novou sociální službu pro díly Call of Duty zvanou Call of Duty: Elite, jež bude podporovat Call of Duty: Black Ops a v budoucnu i další včetně tohoto. Bude umožňovat zaznamenávání a porovnávání statistik, vytváření videí apod. Služba nebude placená, ale pokud budete chtít bonusové výhody, budete si muset připlatit; kolik bude měsíční poplatek, Activision zatím neoznámil.

## Přehled

### Postavy
Do hry se vrátí kapitán John "Soap" MacTavish, bývalý člen SAS, kapitán John Price a ruský informant Nikolai a také ruský ultranacionalista Vladimir Makarov.
Tyto postavy namluvili tito lidé.
John Soap MacTavish – Kevin Mckidd,
Cpt. Price – Billy Murray,
Sandman – William Fichtner,
Grinch – Timothy Olyphant,
Truck – Idris Elba,
Vladimir Makarov – Roman Varshavsky,
Yuri – Brian Bloom,
Boris Vorshevsky – David Anthony Pizzuto

### Příběh
Hra vychází z událostí z předešlého dílu Call of Duty: Modern Warfare 2, kdy pokračuje ruská invaze do USA a také se rozšířují do Evropy včetně Německa, Francie, Velké Británie, České republiky i Afriky. Příběh začíná Soapovou blízkou smrti, kde se v první misi objeví Yuri, uprchlík z Ruska, který bojoval na straně Makarova, a nyní chce pomoct Kapitánu Priceovi v dopadení Makarova. Rusové pokračují s útokem na New York, včetně Manhattanu, kde hrajete za Dereka "Frosta" Westbrooka se Sandmanem, Grinchem a Truckem, členy americké vojenské speciální skupiny Delta Force. Jednotka má za úkol zničit ruskou rušičku umístěnou na budově NYSE. Po zničení ruské vzdušné převahy se boj přesune zpět na vodu. Zde Frost se Sandmanem sabotují ponorku Oscar-2, jejíž rakety odpálí na jejich vlastní flotilu. To má za následek ústup Rusů z amerického východního pobřeží. Ruský prezident Boris Vorshevsky po debaklu sjedná schůzku s americkým viceprezidentem v Hamburku. V prezidentském letadle na cestě do Hamburku se hráč ujme role agenta FSO Harkova. Letadlo je přepadeno a sestřeleno Makarovovými ultranacionalisty. Makarov Harkova po havárii osobně popraví a prezidenta zajme, ale nepodaří se mu dostat prezidentovu dceru Alenu, které se podaří utéct do Berlína.
V jiné části světa se Soap již úspěšně zotavuje po útěku z Indie, společně s Pricem, Yurim a Nikolaiem. Jakmile vyjde najevo, že ruský prezident do Hamburku nedorazil, Priceovi dojde, že za zmizením stojí Makarov a za pomoci Yuriho informací objeví jeho továrnu na chemické zbraně v Sierra Leone, možné vodítko k Makarovovi a jeho plánům. Komando se tam tedy vydá, ale zásilku se jim nepodaří zastihnout včas. Objeví ji však MI5 v Londýně. Do podezřelého skladiště pošlou jednotku SAS vedenou seržantem Wallcroftem a Griffinem, bývalými členy komanda, kterému velel Price. Zde je hráč vtělí do role Marcuse Burnse. Vše přijde však vniveč, když jsou zbraně úspěšně odpáleny.
Rusové poté provedou sérii teroristických biologických útoků v mnoha velkých městech Evropy. Task Force 141, Soap, MacTavish, Price a Yuri jsou ve Somálsku a bojují s Africkou milicí. Nakonec chytnou jejího velitele Waraabeho, dozví od něj o Volkovi, obchodníkovi se zbraněmi a Makarovově společníkovi skrývajícího se v Paříži, a poté Price Waraabeho zastřelí. Frost se Sandmanem pokračují ve Francii, kde mají za úkol Volka dopadnout. Delta Force Volka chytí a vyslýchají. Ten jim řekne o Fregata Industries, distributorovi biologických zbraní sídlícím v Praze. Jakmile se Deltě podaří s Volkem utéct z Paříže během bitvy, při které se následkem amerického strategického bombardování zřítí Eiffelova věž, Task Force 141 se vydá do Prahy zabít Makarova během jeho schůze v Hotelu Lustig. Po krvavých bojích, bok po boku s pražskými povstalci vedenými Kamarovem, se komando probojuje na Staroměstské náměstí. Makarov se však o jejich přítomnosti dozví a podaří se mu zabít jak Kamarova, tak i Soapa. Soap jako poslední poví Priceovi, že Makarov zná Yuriho.
Yuri Priceovi vysvětlil svůj příběh. V roce 1995 s Makarovem zachránili Zakhaeva v Černobylu, byl spoluviníkem výbuchu atomové bomby na středním východě a byl na Zakhaeově letišti, kde Makarov a jeho společníci provedli útok, kvůli kterému Rusko napadlo USA. Tam ale Yuri Makarova zradil a neúspěšně se snažil masakr zvrátit. Tím si u Price znovu získal důvěru. Zbytek týmu se nyní přemístí do Karlštejna, ze kterého Makarov udělal svou pevnost. Zde zjistí, kde je dcera ruského prezidenta a informují Delta Force. Delta se nyní zapojuje do bitvy o Berlín s cílem dopadení Aleny ještě před Rusy. Při záchraně zemřel tým Granite a záchrana byla neúspěšná. Dceru Rusové unesli do diamantového dolu na Sibiři, kde je držen i otec prezident Vorshevsky. Záchranné operace se účastní jak Delta (s výjimkou zraněného Frosta), tak i Task Force 141. Prezident s dcerou jsou zachráněni, ale o život přišli Sandman, Grinch a Truck. Válka skončila, avšak Price a Yuri se nevzdávají a zaznamenali kontakt v hotelu na Arabském poloostrově. Price s Yurim tam vtrhnou v Juggernaut oblecích. Za asistence Nikolaie přes vysílačku lokalizují Makarova. Během boje je Yuri nabodnut trubkou při zhroucení patra hotelu. Pro Makarova se vydá na střechu Price. Makarov se snaží utéct vrtulníkem, ale Price zničí jeho ovládání a vrtulník se s oběma zřítil. Makarov poté zaútočí na Price a téměř ho zabije. V tu chvíli však na Makarova zaútočí zraněný Yuri a zaplatí za to životem. Price toho využije, skočí na Makarova a oběsí ho na laně ze zničené střechy. Na závěr si Price, sedící ve střepinách, zapálí doutník.